# بريموز بريزيتش
بريموز بريزيتش (بالسلوفينية: Primož Brezec)‏ مواليد 2 أكتوبر 1979 في بوستوجنا، جمهورية يوغوسلافيا الاشتراكية الاتحادية، هو لاعب كرة سلة سلوفيني بدأ مسيرته الاحترافية في سنة 1996 حيث تم اختياره من قبل فريق إنديانا بايسرز خلال الدرافت يلعب مع فريق نادي أيك لارنكا كلاعب وسط ويحمل الرقم 7. يبلغ طوله 7 قدم 1 بوصة (2.2 م).

## فرق لعب لها
- إنديانا بايسرز
- شارلوت هورنتس
- ديترويت بيستونز
- تورونتو رابتورز
- فيرتوس روما
- فيلادلفيا سفنتي سيكسرز
- ميلووكي باكز

## إحصائيات المسيرة

### الموسم الاعتيادي
| السنة   | الفريق                 | لعب | بدأ | دقيقة | ميداني% | ثلاثية | حرة  | ارتداد | صنع | استلاب | تصدي | نقطة |
| ------- | ---------------------- | --- | --- | ----- | ------- | ------ | ---- | ------ | --- | ------ | ---- | ---- |
| 2001–02 | إنديانا بايسرز         | 22  | 4   | 7.3   | .483    | .000   | .600 | 1.3    | .3  | .0     | .3   | 2.0  |
| 2002–03 | إنديانا بايسرز         | 22  | 1   | 5.0   | .395    | .000   | .600 | 1.0    | .2  | .1     | .2   | 1.9  |
| 2003–04 | إنديانا بايسرز         | 18  | 0   | 4.0   | .462    | .000   | .667 | .8     | .2  | .0     | .2   | 1.6  |
| 2004–05 | شارلوت هورنتس          | 72  | 72  | 31.6  | .512    | .000   | .745 | 7.4    | 1.2 | .5     | .8   | 13.0 |
| 2005–06 | شارلوت هورنتس          | 79  | 79  | 27.4  | .517    | .000   | .732 | 5.6    | .6  | .2     | .4   | 12.4 |
| 2006–07 | شارلوت هورنتس          | 58  | 40  | 14.4  | .445    | .333   | .632 | 3.2    | .4  | .2     | .4   | 5.0  |
| 2007–08 | شارلوت هورنتس          | 20  | 18  | 13.4  | .395    | .000   | .600 | 2.2    | .3  | .0     | .2   | 1.9  |
| 2007–08 | ديترويت بيستونز        | 17  | 0   | 5.8   | .769    | .000   | .500 | 1.1    | .2  | .1     | .1   | 1.6  |
| 2007–08 | تورونتو رابتورز        | 13  | 0   | 8.5   | .447    | .000   | .667 | 1.4    | .1  | .1     | .2   | 3.7  |
| 2009–10 | فيلادلفيا سفنتي سيكسرز | 7   | 0   | 5.1   | .154    | .000   | .500 | 1.7    | .0  | .1     | .1   | .7   |
| 2009–10 | ميلووكي باكز           | 14  | 0   | 4.2   | .538    | .000   | .000 | .9     | .1  | .0     | .1   | 1.0  |
| المسيرة |                        | 342 | 214 | 18.1  | .498    | .167   | .701 | 3.9    | .5  | .2     | .4   | 7.2  |

### التصفيات
| السنة   | الفريق       | لعب | بدأ | دقيقة | ميداني% | ثلاثية | حرة  | ارتداد | صنع | استلاب | تصدي | نقطة |
| ------- | ------------ | --- | --- | ----- | ------- | ------ | ---- | ------ | --- | ------ | ---- | ---- |
| 2010    | ميلووكي باكز | 4   | 0   | 6.3   | .571    | .000   | .500 | .8     | .0  | .3     | .0   | 2.3  |
| المسيرة |              | 4   | 0   | 6.3   | .571    | .000   | .500 | .8     | .0  | .3     | .0   | 2.3  |

## روابط خارجية
- بريموز بريزيتش على موقع الاتحاد الدولي لكرة السلة (الإنجليزية)
- بريموز بريزيتش على موقع الدوري الأوروبي لكرة السلة (الإنجليزية)
- بريموز بريزيتش على موقع إن بي أي (الإنجليزية)
- بريموز بريزيتش على موقع سبورتس رفرنس (الإنجليزية)
- بريموز بريزيتش على موقع كرة السلة الأوروبية.كوم (الإنجليزية)
- بريموز بريزيتش على موقع ريلجم (الإنجليزية)
- بريموز بريزيتش على موقع بروبوليرز (الإنجليزية)
- بريموز بريزيتش على موقع سبورتس رفرنس (الإنجليزية)